# Tomasz Wieczorek (siatkarz)
Tomasz Wieczorek (ur. 8 maja 1982) – polski siatkarz, grający na pozycji środkowego w polskim klubie Delecta Chemik Bydgoszcz.

## Kariera
Karierę zawodniczą rozpoczynał w Chemiku Bydgoszcz. W barwach Politechniki Warszawskiej zadebiutował w Polskiej Lidze Siatkówki. W sezonie 2006/2007 w tych rozgrywkach wystąpił w 10 spotkaniach. Wówczas w klasyfikacji końcowej ligi z warszawskim zespołem uplasował się na 8. miejscu. Kolejnym klubem 27-letniego zawodnika był I-ligowy KS Poznań. Po sezonie 2007/08 został bez z klubu. Na początku roku 2009 siatkarz wrócił do Bydgoszczy i podjął treningi z zespołem seniorów (sztab szkoleniowy rozważał podpisanie z nim kontraktu do końca sezonu, ale ostatecznie do tego nie doszło). Podpisał jednak z Chemikiem Bydgoszcz roczny kontrakt na sezon 2009/2010.